# Abrahamsberg (metropolitana di Stoccolma)
Abrahamsberg è una stazione della metropolitana di Stoccolma.
È geograficamente posizionata presso il quartiere di Riksby, a sua volta compreso nella circoscrizione di Bromma. Si trova sul tracciato della linea verde della rete metroviaria locale, tra le fermate Stora mossen e Brommaplan.
Aprì ufficialmente il 26 ottobre 1952, proprio come tutte le altre fermate incluse nel tratto fra Hötorget e Vällingby. La metropolitana andò a sostituire la ferrovia leggera Ängbybanan, che era qui presente dal 1944.
La piattaforma, situata in superficie parallelamente all'arteria stradale Drottningholmsvägen, è accessibile dall'entrata ubicata presso la via Registervägen. Progettata dall'architetto Peter Celsing, la stazione di Abrahamsberg dal 1999 ospita al suo interno contributi artistici del ceramista Rigmor Roxner.
L'utilizzo medio quotidiano durante un normale giorno feriale è pari a 3.800 persone circa.

## Tempi di percorrenza
| Linea | Capolinea       | Tempo  | Stazione                             | Tempo                      |
| T17   | Åkeshov         | 4 min  | Alvik T-Centralen Gamla stan Slussen | 5 min 18 min 19 min 21 min |
| T17   | Skarpnäck       | 37 min | Alvik T-Centralen Gamla stan Slussen | 5 min 18 min 19 min 21 min |
| T19   | Hässelby strand | 16 min | Alvik T-Centralen Gamla stan Slussen | 5 min 18 min 19 min 21 min |
| T19   | Hagsätra        | 41 min | Alvik T-Centralen Gamla stan Slussen | 5 min 18 min 19 min 21 min |